# Томаш Матоушек
Томаш Матоушек (слч. Tomáš Matoušek — Банска Бистрица, 15. јун 1992) професионални је словачки хокејаш на леду који игра на позицијама крилног нападача.
Члан је сениорске репрезентације Словачке за коју је на међународној сцени дебитовао на светском првенству 2017. године.
Од 2013. игра за словачку Банску Бистрицу са којом је у сезони 2016/17. освојио титулу првака Словачке.